# Eszter Krutzler
Eszter Krutzler [ˈɛstɛr ˈkrutslɛr] (* 4. April 1981 in Szombathely, Ungarn) ist eine ungarische Gewichtheberin.

## Leben
Eszter Krutzler wuchs in ihrer Geburtsstadt auf, einer westungarischen Stadt mit großer Sporttradition, und kam dort als Jugendliche zum Gewichtheben, nachdem sie vorher geturnt hatte. Sie wurde von den Trainern Péter Baczakó und Ferenc Antalovits, beide selber ehemalige Weltklassegewichtheber, systematisch aufgebaut und bestritt bereits mit 15 Jahren ihre ersten internationalen Wettkämpfe.
Die 1,60 Meter große Athletin gehört dem Sportverein BKV Előre SC an. Bei den Olympischen Spielen 2004 in Athen gewann sie die Silbermedaille in der Klasse bis 69 kg Körpergewicht.
Nach Angaben der IWF belegte sie bei den Europameisterschaften 2008 in der Gewichtsklasse bis 63 kg Platz 12 mit einer Zweikampfleistung von 190 kg.

## Internationale Erfolge/Mehrkampf
(OS = Olympische Spiele, WM = Weltmeisterschaft, EM = Europameisterschaft, KG = Körpergewicht)
- 1996, 2. Platz, Jugend-EM in Burgas, bis 64 kg KG, mit 140 kg, hinter Dondu Ay, Türkei, 177,5 kg;
- 1997, 1. Platz, Jugend-EM in Tatabánya, bis 70 kg, mit 170 kg, vor Darija Platonowa, Bulgarien, 135 kg;
- 1998, 3. Platz, Junioren-WM in Sofia, bis 63 kg KG, mit 180 kg, hinter Kang Fenghou, China, 225 kg und Ching Chi-chen, Taiwan, 180 kg;
- 1999, 3. Platz, Junioren-WM in Savannah/USA, bis 63 kg, mit 202,5 kg, hinter Xiong Meiying, China, 222,5 kg und Dominika Misterska, Polen, 212,5 kg;
- 1999, 9. Platz, WM in Athen, bis 63 kg, mit 200 kg, Siegerin: Chen Jui-Lien, Taiwan, 240 kg vor Xiong Meiying, China, 237,5 kg;
- 2001, 2. Platz, Junioren-WM in Thessaloniki, bis 63 kg, mit 230 kg, hinter Natalija Skakun, Ukraine, 232,5 kg und vor Kim Mi-kyun, Südkorea, 202,5 kg;
- 2001, 2. Platz, Goodwill-Games in Brisbane, bis 69 kg KG, mit 237,5 kg, hinter Walentina Popowa, Russland, 255 kg und vor Erzsébet Márkus, Ungarn, 230 kg;
- 2001, 3. Platz, WM in Antalya, bis 69 kg, mit 240 kg, hinter Walentina Popowa, Russland, 257,5 kg und Swetlana Chabirowa, Russland, 250 kg;
- 2002, 4. Platz, WM in Warschau, bis 69 kg KG, mit 240 kg, hinter Pawina Thongsuk, Thailand, 260 kg, Walentina Popowa, 257,5 kg und Nahla Ramadan, Ägypten, 245 kg;
- 2003, 2. Platz, WM in Vancouver, bis 69 kg KG, mit 262,5 kg, hinter Liu Chunhong, China, 270 kg und vor Walentina Popowa, 257,5 kg;
- 2004, Silbermedaille, OS in Athen, bis 69 kg, mit 262,5 kg, hinter Liu Chunhong, 275 kg und vor Sarema Kassajewa, Kasachstan, 262,5 kg
- 2011, Bronzemedaille, EM in Kasan, bis 69 kg

## Ungarische Meisterschaften
Eszter Krutzler wurde von 1999 bis 2004 sechs Mal hintereinander ungarische Meisterin in den Gewichtsklassen bis 63 bzw. 69 kg Körpergewicht.